# Johann Sallaberger
Johann Sallaberger (* 11. Juni 1938 in Hallein; † 1. August 2016) war ein österreichischer römisch-katholischer Kirchenhistoriker.

## Leben
Nach dem Besuch der Handelsschule war er zunächst als gelernter Bürokaufmann tätig. Ab 1959 besuchte er das Aufbau-Gymnasium der Benediktiner in Lambach, wo er 1963 mit Auszeichnung maturierte. Danach lehrte er von 1963 bis 1967 als Vertragslehrer an der Handelsakademie und Handelsschule Ried/Innkreis. Ab 1965 studierte er an der Universität Salzburg katholische Theologie, Geschichte und klassische Philologie und promovierte 1973 Sub auspiciis Praesidentis zum Doktor der Philosophie mit einer Arbeit zu den Augustiner-Eremiten im Erzstift Salzburg im 17. Jahrhundert.
Schon ab 1971 war er als Vertragsbediensteter am ehemaligen Institut für Philosophie an der Universität Salzburg tätig und wurde 1973 Universitätsassistent am ehemaligen Institut für Kirchengeschichte und Patrologie der Katholisch-Theologischen Fakultät. Mit seiner Habilitation 1987 wurde ihm die Lehrbefugnis (venia docendi) im Fach Kirchengeschichte des Mittelalters und der Neuzeit unter besonderer Berücksichtigung der kirchlichen Landesgeschichte verliehen. 1979 wurde er zum außerordentlichen Universitätsprofessor ernannt.
Johann Sallaberger war ein hervorragender und unerschöpflicher Kenner der Geschichte der Reformations- und Barockzeit, insbesondere des salzburgerisch-bayerischen Raums. Mit seinen wissenschaftlichen Arbeiten über den Mentor Martin Luthers, den späteren Abt von St. Peter, Johann von Staupitz, sowie über den europäischen Kanzler Kaiser Maximilians und Salzburger Erzbischof Kardinal Matthäus Lang von Wellenburg (16. Jh.) hat er wegweisende Werke verfasst, die aus einer Fülle erst von ihm erschlossenem Quellenmaterial schöpften. Auch nach seiner Pensionierung war er regelmäßig in der Bibliothek am Fachbereich Bibelwissenschaft und Kirchengeschichte, nahm an wissenschaftlichen Symposien teil und forschte im Archiv der Erzdiözese Salzburg.
Seit 1968 war er Mitglied der katholischen Studentenverbindung KÖHV Rupertina Salzburg im ÖCV.

## Schriften (Auswahl)
- Die Augustiner-Eremiten im Erzstift Salzburg im 17. Jahrhundert (= Studia Augustiniana historica. Band 5). Ed. „Analecta Augustiniana“, Rom 1977, OCLC 46838474 (zugleich Dissertation, Salzburg 1973).
- Kardinal Matthäus Lang von Wellenburg (1468–1540). Staatsmann und Kirchenfürst im Zeitalter von Renaissance, Reformation und Bauernkriegen. Pustet, Salzburg/München 1997, ISBN 3-7025-0353-6 (zugleich Habilitationsschrift, Salzburg 1987).